# Bruiden
Bruiden ['bruðʼen] ist der altirische Name für eine Festhalle. Ihre Besitzer waren entweder Großbauern (briuga), die wegen ihrer großzügigen Gastfreundschaft hohes Ansehen genossen oder Könige, bei denen sie das Zentrum ihrer Residenz (irisch dún, ráith; gallisch dũnom, rátis; kymrisch din, caer) bildeten.

## Sagen
In der Erzählung Scéla mucce Meic Dathó („Die Geschichte von Mac Dathós Schwein“) wird berichtet, es habe in ganz Irland sechs derartige Riesenhallen gegeben, deren Besitzer die Großbauern Da Derga, Forgall Manach, Mac Dathó, Mac Da-Reo, Da-Choca und Blaí Briugu waren. Jedoch werden weitere derartige Hallen in anderen Sagen erwähnt, wie in Fled Bricrenn („Bricrius Fest“) die des briuga Bricriu Nemthenga.
Die Form einer solchen Festhalle wird bei Thurneysen am Beispiel derer des bruiden Da Derga als kreisrund beschrieben. In ihr hätten hunderte von Kriegern und eine große Zahl Bediensteter Platz gehabt. In der Mitte des Raumes ist die Feuerstelle zum Kochen sowie der Platz des Hausherren oder des Königs, rundum, in Sektoren geteilt, die Speiseliegen der Gäste nach ihrem Rang gestaffelt. Die Halle steht mitten auf einer Wegkreuzung und hat sieben Tore, aber nur eines auf der windzugewandten Seite ist jeweils verschlossen – ein Zeichen für die Gastfreundschaft des Besitzers. Bricriu Nemthengas bruiden soll eine Fassade von Bronze mit Edelsteinschmuck gehabt haben.

## Archäologische Funde

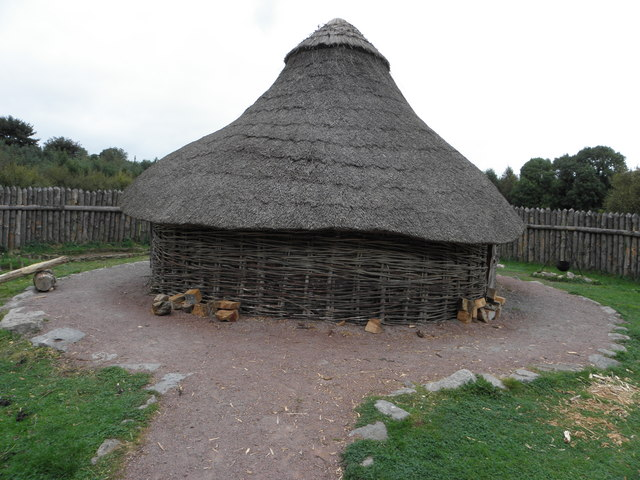
Rekonstruktion der Halle von Emain Macha

Archäologische Funde relativieren allerdings diese übertriebene Sagenschilderung. Im Königssitz Temair (County Meath) wurden von Ringwällen umgebene kleinere Gebäude, aber keine Festhalle freigelegt. Ob die Einfriedung nördlich von Ráth na Ríogh („Royal Enclosure“) die gesuchte Königshalle war, ist zweifelhaft, obwohl diese Erdaufschüttungen heute „Banquet Hall“ genannt werden. Auch in Cruachain, dem sagenhaften Sitz von Medb und Ailill mac Máta in Connacht, dem heutigen Rathcroghan (County Roscommon), ist es nicht viel anders. Lediglich der Sitz von  Conchobar mac Nessa, Emain Macha (heute Navan Fort im County Armagh) besitzt eine derartige Halle, die den Namen cræbrúad („Rotzweig“) trug (siehe Emain Macha#Archäologischer Befund). Der Name „Rotzweig“ könnte sich vom halbmeterdicken Zentralpfeiler aus Eichenholz herleiten (nach der Dendrochronologie aus dem Jahre 94 v. Chr.), doch bleibt dies Spekulation.